# アルコRSD-12形ディーゼル機関車
アルコRSD-12は、車軸配置C-Cのロード・スイッチャータイプの電気式ディーゼル機関車である。製造はアルコとその在カナダ子会社であるモントリオール・ロコモティブ・ワークス(MLW)である。

## 解説
本形式は、車軸配置B-Bの4動軸機であるRS-11の6動軸版である。RS-11と同様、アメリカ合衆国内で使用されただけでなく、メキシコ合衆国などに輸出された。ブラジルの1,600mmゲージ用として製造されたものもある。

## 新製時の所有者
| 鉄道                                                                         | 両数 | 車両番号           | 備考                                                      |
| ---------------------------------------------------------------------------- | ---- | ------------------ | --------------------------------------------------------- |
| チェサピーク・アンド・オハイオ鉄道 (C&O)                                     | 10   | 6700-6709          | のち 2007-2016に改番                                      |
| レイク・スペリオル・アンド・イシュペミング鉄道(LS&I)                         | 4    | 1801-1804          |                                                           |
| ニューヨーク・シカゴ・アンド・セント・ルイス鉄道 (NKP、ニッケルプレート鉄道) | 9    | 325-333            | のち ノーフォーク・アンド・ウェスタン鉄道(NW)へ           |
| ペンシルバニア鉄道(PRR)                                                      | 25   | 8655-8679          | のちペン・セントラル鉄道6855-6879、さらにコンレール       |
| サザン・パシフィック鉄道(SP)                                                 | 21   | 7000-7020          | のち 2950-2970に改番                                      |
| 太平洋鉄道(メキシコ)                                                         | 19   | 1502-1508, 509-520 |                                                           |
| メキシコ国鉄(NdeM)                                                           | 73   | 7400-7472          |                                                           |
| 国営製鉄会社(ブラジル)                                                       | 10   | 3501-3510          | MLW製、1.600mm軌間。のちブラジル連邦鉄道へ引き続き。[:pt] |
| 合計                                                                         | 171  |                    |                                                           |